# Adrenalon
Adrenalon is een catecholamine en adrenerge agonist, gebruikt als lokale vasoconstrictor en hemostaticum. Adrenalon kan beschouwd worden als het keton dat ontstaat als adrenaline partieel geoxideerd wordt.